# 康其镇
康其镇，原名康其乡，是中华人民共和国新疆维吾尔自治区阿克苏地区拜城县下辖的一个乡镇级行政单位。2024年，康其乡撤乡设镇。

## 行政区划
康其乡下辖以下地区：
墩艾日克村、阿热勒村、库依巴格村、曲结村、欧斯库依村、赛比墩村、康其村、库尔玛村、尕勒村、欧勒旁村、贝勒克其村、牧场村、种子队村和农试站村。